# ریو موراکامی
ریو موراکامی (ژاپنی: 村上 龍؛ زادهٔ ۱۹ فوریهٔ ۱۹۵۲) نویسنده، فیلم‌نامه‌نویس، رمان‌نویس، کارگردان فیلم، تهیه‌کننده فیلم و موسیقی‌دان اهل ژاپن است. از کتاب‌های مشهور او می‌توان به در سوپ میسو اشاره کرد.
از فیلم‌هایی که وی در آن‌ها نقش داشته‌است، می‌توان به آزمون بازیگری و توکیو انحطاط اشاره نمود. او برندهٔ جوایزی همچون جایزه آکوتاگاوا و جایزه یومیوری شده‌است.